# HMS Begum (D38)
Le porte-avions d'escorte USS Bolinas (CVE-36) (à l'origine AVG-36, puis plus tard ACV-36) a été lancé le 11 novembre 1942 par Seattle-Tacoma Shipbuilding Corporation dans l'État de Washington. Il a été transféré au Royaume-Uni et mis en service le 2 août 1943 sous le nom de HMS Begum (D38), en prêt-bail pour la Royal Navy.

## Conception et description

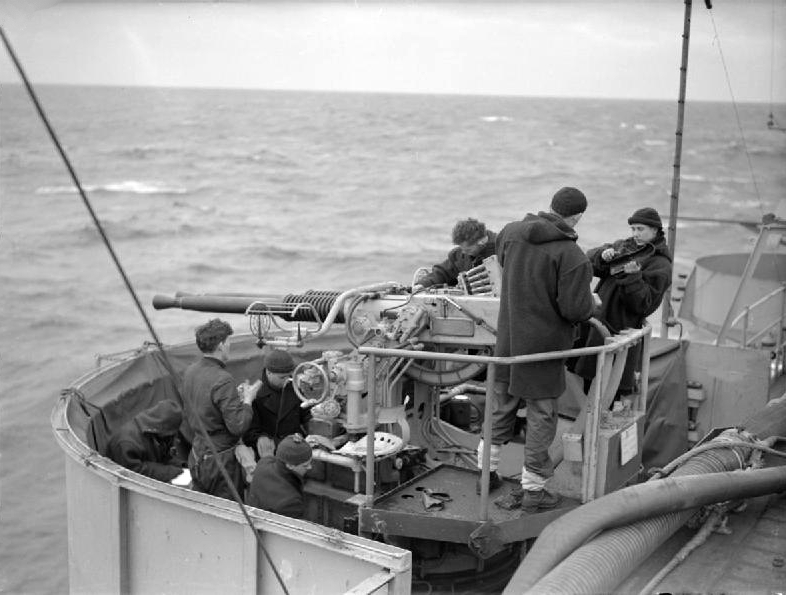
Des équipages nettoient les deux canons Bofors de 40 mm, pareil à ceux qui équipaient le HMS Begum.

Le porte-avions avait une longueur totale de 150 mètres, un faisceau de 21,2 mètres, tirant d'eau de 7.8 mètres et un déplacement de 15 126 tonnes. Il était propulsé par une hélice, deux chaudières et une turbine à vapeur de 9 350 chevaux, propulsant le navire à 16,5 nœuds (31 km/h) et transportant 3 290 tonnes de gasoil. Leur équipage est composé de 646 hommes.
Les installations aéronautiques comprenaient une petite commande combinée pont-vol du côté tribord, deux ascenseurs pour aéronefs de 43 pieds (13,1 m) sur 34 pieds (10,4 m), une catapulte d'avion et neuf fils d'arrêt. Les aéronefs pourraient être logés dans le hangar de 260 pieds (79,2 m) sur 62 pieds (18,9 m) sous le poste de pilotage.
Son armement comprenait 2 canons de 5 pouces/38 calibres, de 4 pouces/50 calibres ou de 5 pouces/51 calibres, 8 mitrailleuses double 40 mm Bofors, 10 mitrailleuses double 20 mm Oerlikon. Il pouvait accueillir 24 avions, dont des Grumman F4F Wildcat, des Chance Vought F4U Corsair ou Hawker Hurricane et des bombardiers-torpilleurs Fairey Swordfish ou des Grumman TBF Avenger.

## Service
"Begum" a servi dans la Eastern Fleet, à la base navale de Trincomalee à Ceylan, essentiellement comme escorteur de lutte anti-sous-marine dans l'océan Indien transportant le 832 Naval Air Squadron (en) de la Fleet Air Arm.
Il a participé au raid contre le sous-marin U-198 auprès du HMS Shah le 12 août 1944. Puis il aparticipé à la recherche du sous-marin japonais RO-113 qui avait torpillé et coulé le cargo britannique "SS Marion Moller" le 5 novembre 1944.
Le 4 août 1945, en sortant du port de Trincomalee, il a heurté un objet submergé et a subi de graves dommages à sa coque. Les réparations entreprises l'ont retiré de l'opération Zipper. Avec la capitulation du Japon à la mi-août 1945, il a effectué un retour anticipé aux États-Unis. Déclaré excédentaire par l'United States Navy il a été frappé pour l'élimination le 19 juin 1946 et vendu par la marine au service marchand le 16 avril 1947 sous le nom de Raki et plus tard I Yung. Il a été mis au rebut à Taiwan en mars 1974.